# Ярослав Ванек
Ярослав Ванек (20 квітня 1930, м. Прага — 15 листопада 2017, Ітака) — американський економіст чеського походження, професор Корнелльського університету. Відомий своїми дослідженнями з економіки участі та теорії міжнародної торгівлі. Входить в список «ста великих економістів після Кейнса» за версією М. Блауга.

## Біографія
Ярослав Ванек народився 20 квітня 1930 року в Празі, Чехословаччина. Син Джозефа та Ярослави(Тучек) Ванек. Він здобув середню освіту в Празі. В 1948 році після комуністичного путчу економіст емігрував. 26 грудня 1959 року одружився з Вільдою Марафіно. З цією жінкою у них було п'ятеро дітей: Джозеф, Розмарі, Френсіс, Стівен, Тереза.

## Кар'єра
У 1952 році в Сорбонні отримав свій перший науковий ступінь в області статистики, математики та економіки. В 1954 році отримав другий науковий ступінь — вже за результатами виключно в області економіки, яку здобув у Женевському університеті. У 1955 році він виїхав до США, де в 1957 році здобув ступінь доктора наук у Массачусетському технологічному інституті. В кінці 50-х років він почав викладати в Корнелльському університеті, де послідовно обіймав посади професора економіки (1966), професора світової економіки (1969) та керівника освітньої програми «пайова участь та система, керовані робочими» (1970). Як запрошений професор він працював в наступних навчальних і наукових закладах: Белградському інституті економіки (1972), Югославія, Католицькому університеті Левена (1974), Бельгія, і Нідерландському інституті наукових досліджень в гуманітарних і соціальних науках (1975—1976) і Гаазькому інституті соціальних досліджень (1978), Голландія. В 1971 році Ванек був консультантом уряду Перу, а в 1978—1979 рр. — економічним радником прем'єр-міністра Туреччини. Він консультував самоврядні підприємства в різних країнах світу. Ярослав Ванек заснував в 1986 році STEVEN, який розробляє технології, придатні для країн, що розвиваються. Він сприяв розвитку моделі Хекшера-Оліна, яка намагається пояснити спеціалізацію країн у міжнародній торгівлі з макроекономічної точки зору.
Ванек написав «Загальну теорію ринкових економік, що управляється працею» — основоположну роботу з самоврядування. Його робота в галузі економіки включала економіку участі: еволюційну гіпотезу та стратегію розвитку, яка розглядала поведінку фірм, що управляється працею, у більш соціальних сферах, ніж їхні інтереси у чистому доході на одного робітника.

## Теорія Ванека
Теорія Ванека, як і ортодоксальна теорія фірми, є моделлю статичної рівноваги, не звертаючи увагу на поведінку фірм в динаміці. Однак, саме в цій області виникають сумніви щодо фірм, керовані робочими: як подібні фірми стануть впроваджувати працезберігаючі технології, якщо це пов'язано зі звільненням певної кількості працівників? Більш того, навіть якщо залишатися в рамках аналізу самого Ванека, помітна величезна різниця між економікою, що складається з фірм, керованими капіталістами, і економікою, що складається з фірм, керованими робочими. Перевага останньої ще не є аргументом на користь збільшення числа фірм, якими керують робітниками, в тих умовах змішаної економіки, в яких ми зараз живемо. Однак роботи Ванека надихнули великий потік публікацій з теорії фірми, керованої робочими (Домар, О. Д., Мід, Дж. Е.), в якому розглянуто безліч шляхів переходу від сучасних організаційних типів фірм до такого стану, при якому робочі будуть ділити контроль над фірмою разом з менеджерами.
Згодом і сам Ванек почав все більше і більше сумніватися в цінності своєї власної загальної теорії і вже в наступній книзі — «Економіка участі: гіпотеза про еволюцію і стратегія розвитку» (англ. "The Participating Economy: An Evolutionary Hypothesis and a Development Strategy. Cornell University Press", 1971) — він не обмежився тільки фірмами, керованими робочими, але висловився і на користь таких виробничих і споживчих кооперативів, в яких робітники і споживачі брали би участь в прийнятті всіх життєво важливих рішень, що стосуються виробництва і розподілу, без обов'язкового контролю за всіма цими рішеннями через обраних представників. Пізніше він додав цей аргумент до тези про те, що енергією майбутнього є сонячна енергія, однак успіхи в цій сфері залежать від створення «економіки участі».

## Публікації
- Міжнародна торгівля: теорія та економічна політика , 1962
- Зміст природних ресурсів зовнішньої торгівлі Сполучених Штатів, 1870—1955 . MIT Press. 1963.
- Загальна рівновага міжнародної дискримінації: випадок митних союзів, Harvard University Press, 1965
- Оцінка потреб іноземних ресурсів для економічного розвитку: теорія, метод та приклад Колумбії, з Річардом Більсборроу, McGraw-Hill, 1967
- Максимальне економічне зростання , 1968
- Виробник кооперативів і систем, керованих роботою, Едвард Елгар, 1968
- Загальна теорія ринкових економік, керованих роботою, Корнелльська університетська преса, 1970
- Економіка участі: еволюційна гіпотеза та стратегія розвитку . Корнелльський університет прес. 1971.
- (редактор) Самоуправління: Економічне звільнення людини, Penguin Books, 1975
- Економіка, керована роботою: есе, Університетська преса Корнелла, 1977
- Криза і реформа: Схід і Захід, есе в соціальній економіці, приватна публікація, 1989 р. Словацькою мовою: Kríza a reforma: Východ a západ, Eseje o sociálnej ekonomike, переклад Jaroslava Perlakiová. Братислава 1990 р. Чеською мовою: Krize a reforma: Východ a Západ, Eseje o společenské ekonomice, переклад Яна Sýkora, Прага 1990
- Єдина теорія соціальних систем: радикальний християнський аналіз, видатні публікації, університет Корнелла, 2000